# Lotta Club Seggiano

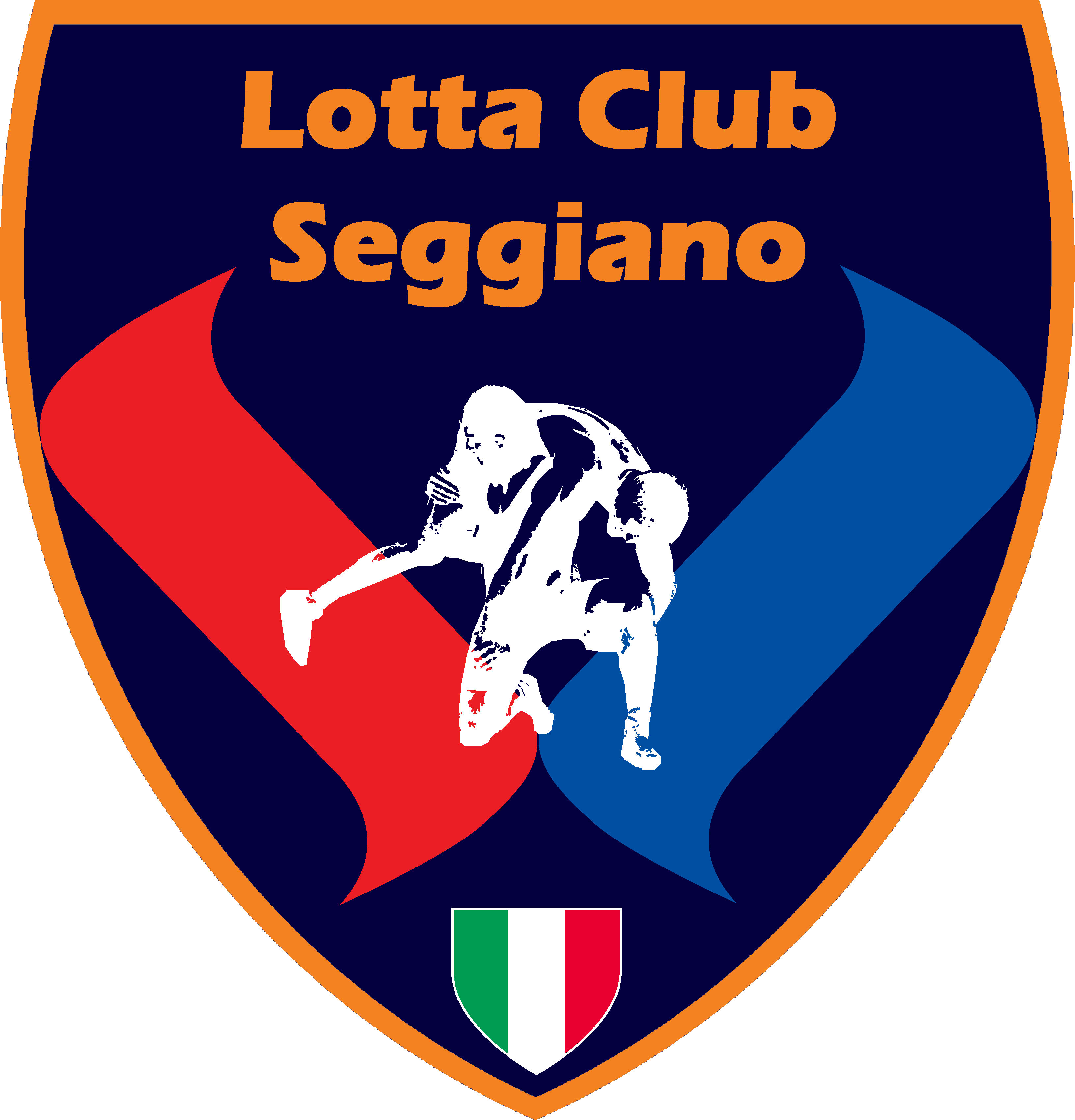
ASD Lotta Club Seggiano

ASD Lotta Club Seggiano, è un club italiano di lotta olimpica con sede a Pioltello, in provincia di Milano.

## Storia
La storia della squadra ha origine nel 1985, quando Enrico Carenzi ed un gruppo di appassionati iniziarono a coltivare il progetto di creare una squadra di lotta olimpica stile libero nel comune di Pioltello. Inizialmente la sede degli allenamenti era ricavata in un corridoio dell'oratorio cittadino, l'anno successivo, nel 1986 la Società trova spazio nella palestra comunale della scuola di via Iqbal Masih a Pioltello ed a seguire si affilia ufficialmente alla Federazione Italiana FIJLKAM riconosciuta dal CONI. A partire dal 2018 la Società è guidata dal presidente Giuseppe Gammarota.
Il club rappresenta una eccellenza nel panorama della lotta olimpica italiana, avendo una storia ricca di riconoscimenti, trofei, medaglie e raggiungimento di valorosi traguardi.

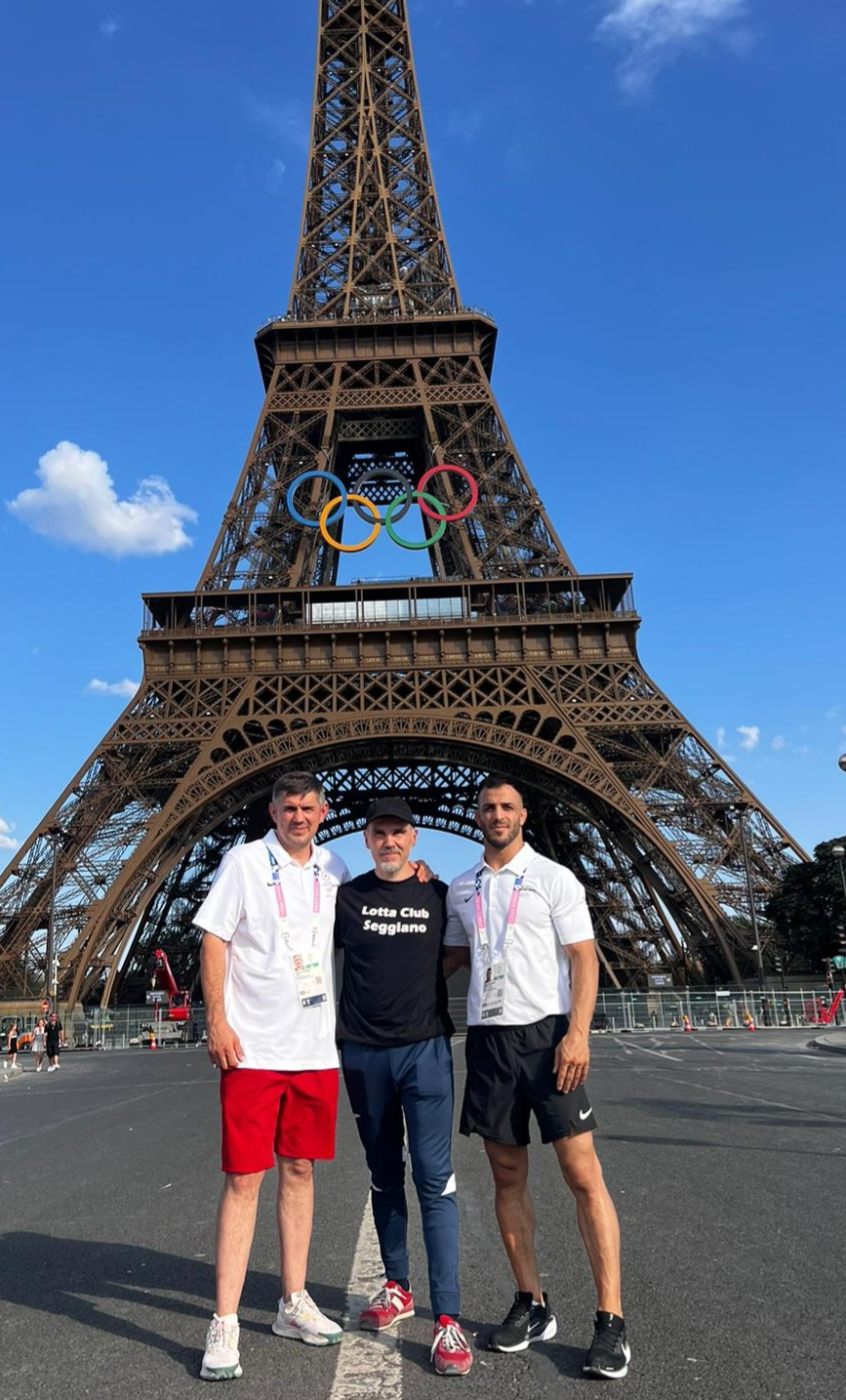
Iman Mahdavi, Victor Cazacu, and Giuseppe Gammarota at Paris 2024.

Dal 1985, data da cui è presente sul territorio di Pioltello, la Società ha annoverato atleti di rilevanza mondiale, internazionale e nazionale del panorama sportivo della disciplina della Lotta Olimpica, con atleti che si sono distinti in diverse edizioni dei Campionati Mondiali ed Europei nella disciplina della Lotta Olimpica e con la partecipazione ai Giochi Olimpici, in particolare quelli di Parigi 2024 con l'atleta Iman Mahdavi  membro della squadra olimpica dei rifugiati accompagnato dal suo tecnico del Club Victor Cazacu
Nel palmares dei titoli di squadra la Società annovera il Titolo di Squadra Campione d’Italia nell’anno 2001 e Squadra Campione Open d'Italia 2023 oltre che un numero imprecisato di vittorie di Trofei internazionali, nazionali, interregionali e regionali.
Tra i titoli individuali si annoverano decine di vittorie ai Campionati italiani di categoria e centinaia di podi e medaglie conquistati in tornei internazionali, nazionali e regionali.

## Attività
La Società è iscritta e partecipa regolarmente a tutte le edizioni federali FIJLKAM riconosciuta dal CONI dei Campionati Italiani di categoria e Coppa Italia con i propri tesserati ed è solita prendere parte ai più prestigiosi Tornei open internazionali nella disciplina sportiva della Lotta Olimpica.
ASD Lotta Club Seggiano in particolare si distingue per l'attività di rilevanza sociale che svolge sul territorio della periferia di Pioltello, tanto da venire anche descritta come "Palestra Babele".
La società partecipa attivamente e promuove iniziative e progetti sociali autofinanziati oppure ricorrendo alla partecipazione ai bandi pubblici con finalità l'integrazione e l'inclusione attraverso lo sport di giovani provenienti dalle comunità di accoglienza, case famiglia e comunità per immigrati minori non accompagnati. Nel 2022 Ha vinto un bando pubblico, promosso dal Gruppo CAP, con il progetto sociale OLYMPICAP e nel 2024 ha nuovamente vinto un bando pubblico promosso dal Gruppo CAP con il progetto sociale BABYLONIA patrocinato dal Comune di Pioltello.
Nel dicembre 2024 la Società è stata premiata dal CONI Lombardia , durante la consegna delle Benemerenze sportive regionali per l'attività sportiva e sociale svolta sul territorio ed ha ricevuto la pubblica onorificenza della Benemerenza Cittadina da parte della Città di Pioltello